# Cis-3-Hexenal
El cis-3-hexenal és un compost químic amb una intensa olor d'herba acabada de tallar. És un dels principals compostos volàtils en els tomàquets madurs. La majoria de plantes en produeixen en petita quantitat i actua com un atraient per a molts insectes depredadors. També és una feromona en moltes espècies d'insectes.

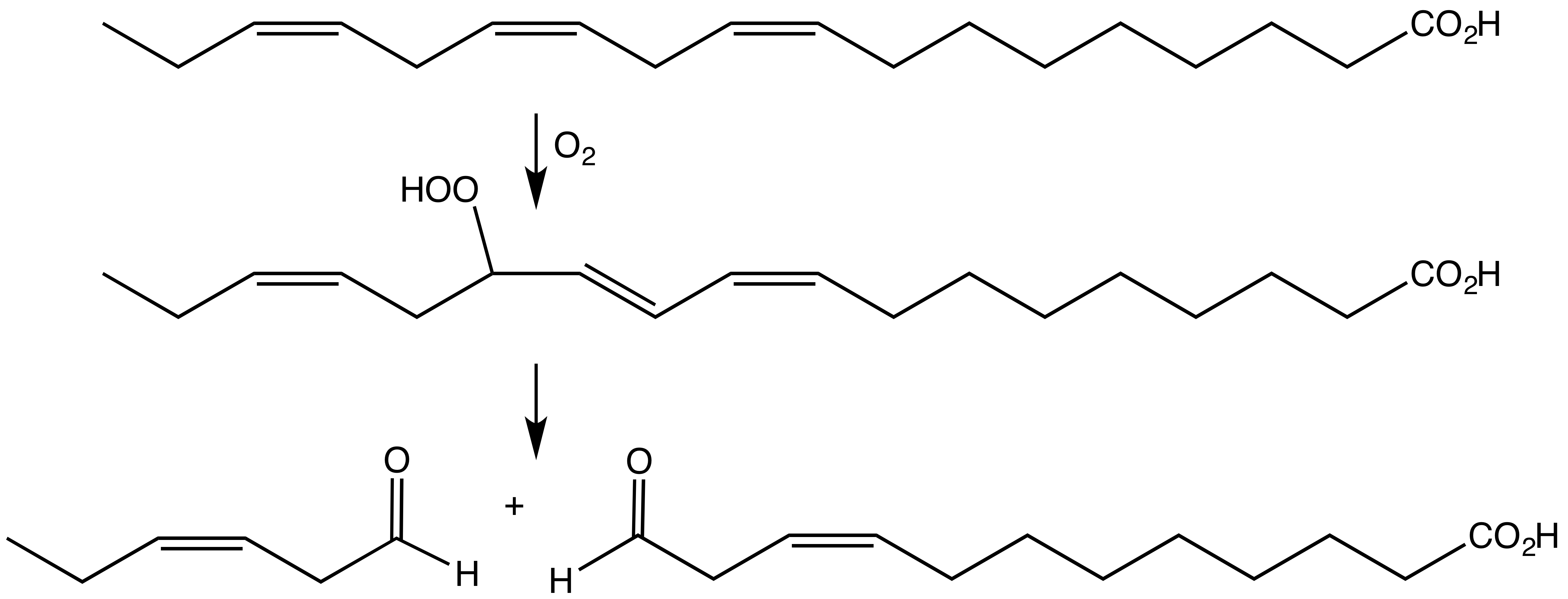
Biosíntesi de cis-3-hexenal a partir d'àcid linolènic mitjançant l'acció de dos enzims.